# Sweet Home Chicago
Sweet Home Chicago ist ein Bluessong, der seit den 1930er Jahren von zahlreichen Künstlern interpretiert wurde. Im Laufe der Zeit wurde der Song auch zur inoffiziellen Hymne Chicagos.
Die erste Aufnahme (San Antonio, Texas, Montag, 23. November 1936, veröffentlicht auf Vocalion im August 1937) stammt von Robert Johnson, ihm wird auch die Autorschaft zugeschrieben. Doch handelt es sich um eine Variation von Kokomo Blues von James Arnold, der aufgrund des großen Erfolges seinen Namen in „Kokomo Arnold“ änderte. Über die Urheberschaft gibt es Dispute, jedoch steht die Tatsache fest, dass es in der Blues- und Folkcommunity der 1920er- und 1930er-Jahre durchaus üblich war, Songs anderer Künstler zu adaptieren.
Nachdem der Song zu einer Hommage an Chicago wurde, wurde der Originaltext, der sich auf Kalifornien bezieht (“Back to the land of California”) in den meisten Coverversionen auf “Back to the same old place”, und die Zeile “I’m going to California” in “I’m going back to Chicago” geändert. Diese Version geht auf den Pianisten Roosevelt Sykes zurück.
1983 wurde der Song in der Version von Robert Johnson in die Blues Hall of Fame der Blues Foundation aufgenommen.

## Versionen (Auswahl)
Die Liste der Künstler, die diesen Song aufgenommen haben, ist sehr umfangreich.
- Magic Sam
- Buddy Guy
- Earl Hooker
- Freddie King
- Foghat
- Status Quo
- Johnny Otis
- Fleetwood Mac
- Eric Clapton
- Stevie Ray Vaughan
- The Blues Band
- Louisiana Red
- Sherman Robertson
- The Blues Brothers
- Robert Lockwood junior
- Keb Mo
- Corey Harris
- Mick Taylor
- Johnny Shines
- James Cotton
- John Mayer
- Roosevelt Sykes
- The Jukebox Rockabilly Trio (Schweden)
- David Honeyboy Edwards
- Colin Dussaults Blues Project
- Taylor Hicks
- Mike Bloomfield
- Earl Hooker
- Hanson
- Electric Flag
- Leon Russell
- Urban Knights
- Taj Mahal
- Little Willie Littlefield
- Todd Rundgren
- Kenny Rogers
- Al Cook
- Lucky Peterson
- Houston Stackhouse
- Robert Johnson
- Alexis Korner